# Sidi Ben Ammar
Abu-l-Abbàs Àhmad ibn Ammar fou un poeta algerià conegut com a Sidi Ben Ammar, d'ètnia amaziga. Va viure al segle xviii i se'l suposa nadiu de la Petita Cabília, probablement de la tribu Banu Yala. La seva principal composició són les muwaixxahat. Va deixar un diwan de versos i altres obres poètiques.